# Wettrüsten

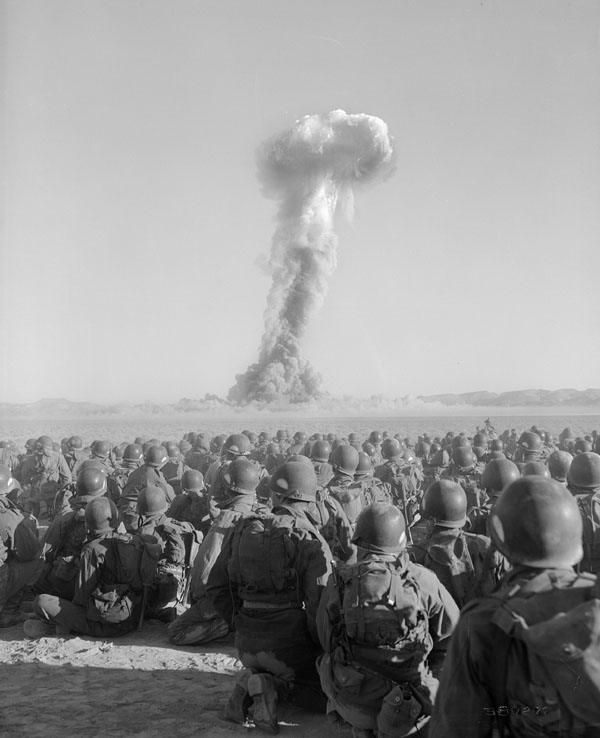
US-Kernwaffentest (im Rahmen der Operation Buster-Jangle) mit Soldaten, 1951

Unter Wettrüsten oder Rüstungswettlauf versteht man die etappenweise erfolgende militärische Aufrüstung sich antagonistisch gegenüberstehender Staaten oder Bündnisse. Es handelt sich um einen Teilprozess der Rüstungsdynamik. Bekannte Rüstungswettläufe fanden zwischen dem Deutschen Reich und der Triple Entente (vgl. auch: Deutsch-Britisches Flottenwettrüsten) vor dem Ersten Weltkrieg und zwischen den beiden westlichen und östlichen Machtblöcken im Kalten Krieg statt.
Die Internationalen Beziehungen begreifen ein Wettrüsten als Variante des Sicherheitsdilemmas und bedienen sich bei dessen Erforschung spieltheoretischer Erkenntnisse. Ein Wettrüsten ähnelt dem Gefangenendilemma.
Die Rüstungskontrolle soll dazu dienen, ein Wettrüsten zu verhindern oder einzudämmen. Beispiele hierfür sind Vertragswerke wie START oder SORT.

## Rüstungswettläufe in der Geschichte

### Deutsch-Britisches Flottenwettrüsten

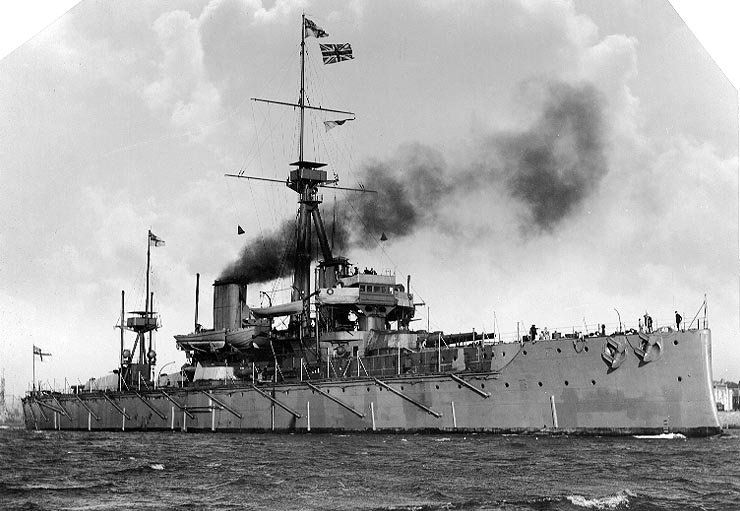
Die Dreadnought von 1906 – der erste Dreadnought

Die Flottengesetze des Admiral von Tirpitz im Deutschen Reich unter Kaiser Wilhelm II. führten zu einem Wettrüsten mit Großbritannien und gelten als eine der Ursachen des Ersten Weltkrieges.
Die Britische Marine-Doktrin war der so genannte Two-Power-Standard, der forderte, dass die Royal Navy immer mindestens so stark sein müsse wie die beiden nachfolgenden Flotten zusammen. Als Start des Wettrüstens wurde das 2. Flottengesetz gesehen (verabschiedet im Juni 1900), das eine deutliche Vergrößerung der deutschen Flotte vorsah. In die gleiche Zeit fällt der Bau des britischen Schiffes Dreadnought im Jahr 1905, das als Typschiff für eine neue Generation von Großkampfschiffen, der Dreadnoughts, gesehen wird, das allen bisherigen Typen überlegen war und sie entwertete. Somit mussten beide Marinen neu beginnen und dies gab Deutschland die Chance, in der Rüstung mitzuhalten.

### Im „Kalten Krieg“

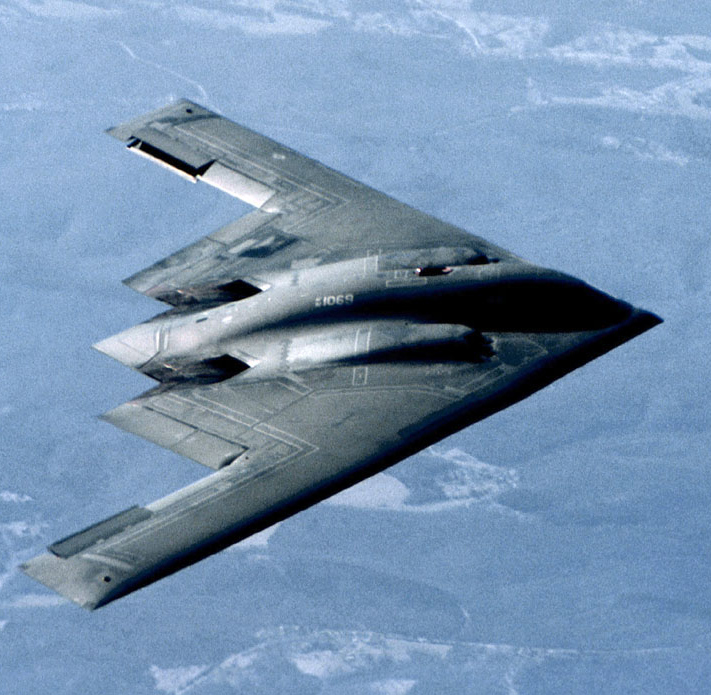
B-2 Spirit der US Air Force

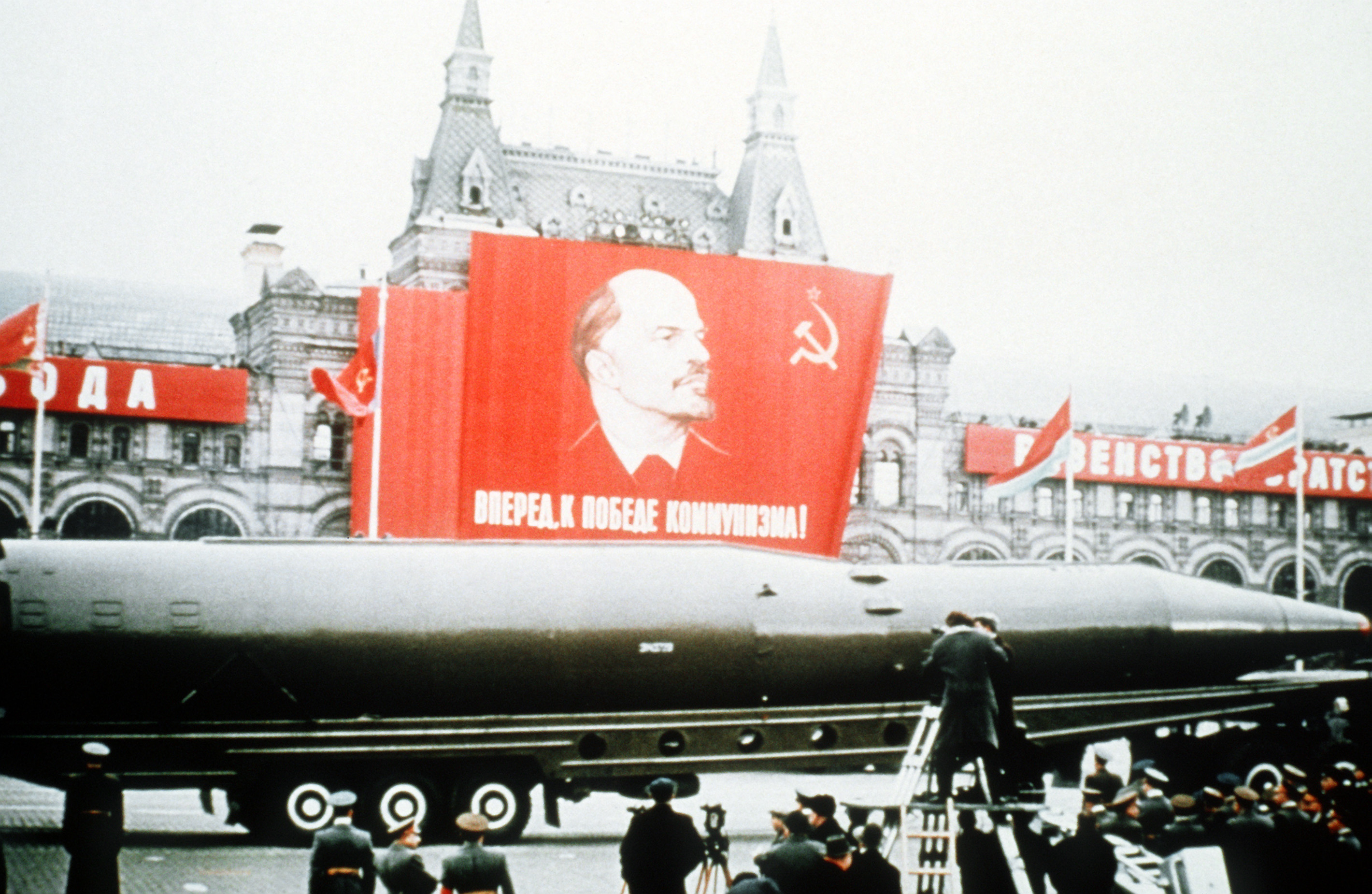
Militärparade auf dem Roten Platz in Moskau am 18. September 1990

Bald nach Ende des Zweiten Weltkriegs begann im Zeichen des „Kalten Kriegs“, der Systemkonfrontation zwischen West und Ost, ein Wettrüsten zwischen den Vereinigten Staaten und der 1949 gegründeten NATO auf der einen und der Sowjetunion und dem Ostblock auf der anderen Seite, das bis zur Selbstauflösung des Warschauer Pakts Anfang der 1990er Jahre anhielt.
Anfang der 1950er Jahre – der Zeit des Koreakriegs – nahm der Rüstungswettlauf zwischen Ost und West an Umfang (Zahl der beteiligten Staaten) und Tempo zu. Beteiligt waren fast alle Industriestaaten der Welt. Technologische Innovationen ließen vorhandene Rüstungsgüter – zum Beispiel Flugzeuge – rasch veralten. All das führte zu einer Kostenexplosion und zur bislang größten Aufrüstungswelle der Geschichte.
Bei den herkömmlichen Streitkräften waren zunächst kennzeichnend Neuerungen wie Vollmotorisierung und Verpanzerung der Truppen, die flächendeckende Einführung von Raketenwaffen und Strahlflugzeugen, bei der Marine die Einführung von atomgetriebenen Schiffen usw.
Trotz der Anhäufung riesiger Bestände spektakulär neuartiger Waffenkategorien in den darauffolgenden Jahrzehnten – neben den Atomwaffen auch Chemische und Biologische Waffen – bildeten die konventionellen Armeen nach wie vor den weitaus größten Kostenfaktor der gesamten Rüstungsausgaben. Technologisch behauptete das westliche Bündnis und insbesondere die USA nahezu während des gesamten Rüstungswettlaufs im Kalten Krieg einen Vorsprung vor der Sowjetunion. Die wohl bemerkenswerteste Ausnahme hiervon war die erstmalige Entwicklung einer funktionsfähigen Interkontinentalrakete durch die Sowjetunion – der sogenannte Sputnik-Schock von 1957. So wurde 1960 von der Sowjetunion die R-7, eine Weiterentwicklung der Trägerrakete des Sputnik, als weltweit erste Interkontinentalrakete in Betrieb genommen. Im Bereich der Massenvernichtungswaffen wurde zunächst vor allem die Zahl und die Sprengkraft der Kernwaffen erhöht. Bereits die ersten beiden im August 1945 eingesetzten US-Atombomben mit einer Sprengkraft von 20 Kilotonnen TNT genügten, um einige hunderttausend Menschen zu töten. Ab Anfang der 1960er Jahre gab es Wasserstoffbomben mit etwa 20 Megatonnen Sprengkraft. Eine von ihnen hätte genügt, eine Großstadt einzuäschern.
Während der Kubakrise 1962 standen die USA und die Sowjetunion unter der Führung von John F. Kennedy und Nikita Chruschtschow am Rande eines Krieges. Erstmals begann sich ein wirkliches Problembewusstsein zu bilden, dass es zu einem Atomkrieg kommen könnte. Resultat dessen war insbesondere der 1963 geschlossene Atomteststoppvertrag.
Bald konzentrierte sich das Wettrüsten auf die Vervollkommnung der Trägersysteme und deren Zielgenauigkeit. Von der bisher betriebenen, militärisch bald als unsinnig erkannten Steigerung der Sprengkraft, wie sie im Extrem in der sowjetischen sogenannten Zar-Bombe zum Ausdruck kam, ging man ab. Langstreckenbomber, die noch durch die Luftverteidigung abgefangen werden konnten, wurden durch Interkontinentalraketen ergänzt, für die es bis heute keine Abwehrmöglichkeit gibt. Dieses Wettrüsten beschwor die Möglichkeit herauf, dass beide Seiten theoretisch nicht nur den Gegner (Mutual assured destruction), sondern die ganze Welt mehrfach vernichten konnten (→ Overkill).
Angesichts der Tatsache, dass die noch kurz zuvor bestehende eindeutige nuklearstrategische Überlegenheit der USA/NATO seit Anfang der 1960er Jahre aufgrund einer massiven sowjetischen Aufrüstung dahinschwand und bald nicht mehr gegeben war, wurde vom Grundsatz abgegangen, dass jeder Angriff mit der vollständigen Zerstörung des Angreifers beantwortet werden sollte (sog. Massive Vergeltung). In der Folge entwickelte man im westlichen Bündnis das Prinzip der flexible response, das 1967 als offizielle NATO-Doktrin beschlossen wurde. Man strebte an, auf einen Angriff flexibler zu reagieren als bisher (z. B. Rückgriff auf taktische Nuklearwaffen erst dann, wenn die konventionellen Kräfte nicht mehr ausreichen) um so einen umfassenden strategischen all-out-Schlagabtausch nach Möglichkeit zu vermeiden. Auch wenn die Realitätstauglichkeit dieser Vorstellungen vielfach angezweifelt wurde, maß man der konventionellen Rüstung und traditionellen Landkriegführung seit Anfang der 1960er Jahre in West und Ost allgemein wieder eine deutlich erhöhte Bedeutung bei. So wurden vor allem in Osteuropa die maximal vereinbarte Truppenanzahl umgangen, indem außerhalb des regulären Militärs weitere Einheiten, wie beispielsweise den Truppen des Innenministeriums oder den Grenzschutztruppen eine große Anzahl an Soldaten zugeordnet wurden.
Im Vergleich zu den USA und der NATO nahm die Zivilverteidigung im Machtbereich der Sowjetunion einen wesentlich höheren Stellenwert ein. Es wurden mehr Schutzräume errichtet und insbesondere für die Führung von Partei und Militär riesige Bunkersysteme angelegt. Auch die Luftverteidigung war im Gegensatz zu den USA (die ihre Abwehrsysteme ab den 1960er Jahren deutlich abbauten) mit tausenden Flugabwehrraketenstellungen und Abfangjägern sowie den ABM sehr viel umfangreicher aufgestellt.
Im Jahr 1972 bildeten die ABM- und SALT-Vertragswerke eine erste Grundlage, um zumindest den Ausbau der nuklearen Trägersysteme abzustoppen. Das weitere Anwachsen und die Perfektionierung der strategischen Arsenale konnten SALT und ABM-Vertrag (Mai 1972) allerdings nicht hindern, seit Anfang der 1970er Jahre führten beide Seiten nukleare Mehrfachsprengköpfe ein; insgesamt besaßen beide Seiten in den 1980er Jahren jeweils um die 10.000 strategische Sprengköpfe. Die „rohe Kraft“ wurde zunehmend durch immer ausgeklügeltere Technologien ersetzt. Außerdem umfasste das dazugehörige Spektrum Spionagesatelliten und Tarntechnologien. Weiterhin wurden neuartige taktische Nuklearwaffen erdacht und teilweise auch entwickelt, zum Beispiel die sogenannte Rucksackbombe (eine tragbare Atomwaffe mit relativ kleiner Sprengkraft). Ein bald nicht mehr weiterverfolgtes Projekt war die Neutronenbombe, die durch freigesetzte Neutronenstrahlung vor allem lebende Ziele (Menschen) töten und die Infrastruktur des Zielgebietes möglichst unversehrt lassen sollte. Die Vernichtungskraft konventioneller Waffensysteme wurde derart erhöht, dass sie der kleiner Atomwaffen nahekam.

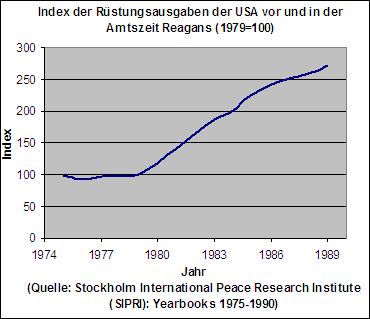
Index der Rüstungsausgaben der USA vor und in der Amtszeit Reagans

Das Wettrüsten beziehungsweise die Rüstungsspirale wurde üblicherweise damit gerechtfertigt, dass die eigene Seite jeweils weiter aufrüsten müsse, da die andere Seite dies auch tue und eine Überlegenheit anstrebe. Ronald Reagan betrieb das Wettrüsten mit dem erklärten Ziel, den kommunistischen Block wirtschaftlich in die Knie zu zwingen. Aufsehen erregte besonders seine Ankündigung des SDI-Projektes im Jahre 1983, hinter der die Zielvorstellung einer strategischen Unverwundbarkeit der USA gegen eventuelle sowjetische Angriffe deutlich erkennbar war. In einer bereits durch Afghanistankrieg und NATO-Doppelbeschluss seit 1979 erneut verschärften Blockkonfrontation zeichnete sich damit allmählich die angestrebte Überforderung der östlichen Führungsmacht und ihrer Satellitenstaaten ab.
Der Zerfall der Sowjetunion beendete 1991 den Kalten Krieg, damit endete auch das Wettrüsten zwischen NATO und Warschauer Pakt beziehungsweise den USA und der UdSSR.

## Wettrüsten heute
Heute findet lediglich noch ein hochtechnologisches defensives Wettrüsten zwischen den USA und den von ihnen so benannten „Schurkenstaaten“ statt, ohne dass man den Begriff Wettrüsten noch benutzt. Dabei wird postuliert, dass auch ein unterentwickeltes Land mit wenigen interkontinental einsetzbaren Massenvernichtungswaffen ein hoch entwickeltes Land wirksam bedrohen kann. Zum einen wird nun versucht, diese Bedrohung im Ansatz zu unterbinden, indem man diesen Staaten Kontrollen bzgl. der Herstellung von ABC-Waffen auferlegt. Zudem versuchen die USA, Abwehrsysteme zu entwickeln, die interkontinental einsetzbare Waffen im Anflug zerstören können.

### Griechenland und die Türkei
Griechenland und die Türkei sind seit Jahrzehnten in einen kostspieligen Rüstungswettlauf verstrickt, in dem sich vor allem Griechenland immer neue Schulden aufbürdet. Die beiden Staaten standen zuletzt 1995 am Rande eines Krieges, was die Rüstungsanstrengungen der militärisch weit unterlegenen Griechen erneut anfachte. 1999 begann ein Dialog, mit dem Griechenland die Hoffnung verband, dieses Wettrüsten beenden zu können. Aus demselben Grund unterstützt Griechenland auch die EU-Kandidatur der Türkei. Eine in Europa integrierte Türkei werde (so das Kalkül) ein friedlicher Nachbar sein. Als sich diese Hoffnungen zerschlugen, begann Griechenland Verhandlungen mit Waffenlieferanten, um u. a. sechs Fregatten, 17 Hubschrauber (geschätzte Kosten einschließlich Bewaffnung: rund 3,7 Milliarden Euro) und fünf Aufklärungsflugzeuge für die Marine (250 Millionen Euro) zu kaufen. Zudem verhandelte Athen über die Lieferung von 415 Schützenpanzern mit Russland.
Griechenland gab jährlich 3 bis 6,4 % seines Bruttosozialprodukts für Rüstung aus, die Türkei über 5 %, zum Vergleich Deutschland 1,5 %, die Schweiz 1 %, Österreich 0,9 %. Auch die griechische Finanzkrise führte bis Ende 2011 weder zu einer Verkleinerung der Armee (bislang etwa 130.000 Mann) noch zu Abrüstungsmaßnahmen bei militärischem Gerät und die „Wunschliste“ blieb bestehen.

### Pazifik
China liegt mit mehreren Nachbarn im Streit über Territorialansprüche und Rohstoffvorkommen in Seegebieten.
China hat seine Rüstungsausgaben massiv erhöht, speziell in den Jahren 2009 und 2010. Die Finanz- und Wirtschaftskrise der Jahre 2008 und 2009 hat den Machtanspruch der Vereinigten Staaten erschüttert; China dagegen ist aus der Krise gestärkt hervorgegangen.
Der damalige US-Verteidigungsminister Robert Gates wies Befürchtungen über einen direkten Kräftevergleich mit den Chinesen zurück. »Wir sollten uns nicht so sehr sorgen, dass sie die USA symmetrisch herausfordern könnten, Flugzeug für Flugzeug, Schiff für Schiff, sondern dass sie die Fähigkeit erlangen, unsere Bewegungsfreiheit und unsere strategischen Optionen einzuschränken.« Klar scheint, dass der Ausbau und die Modernisierung von Marine und Luftwaffe ein überragendes strategisches Ziel haben, nämlich access denial: China will in der Lage sein, den USA den Zugang zu den Seegebieten vor seiner Küste zu verwehren. China hat einen flugfähigen Tarnkappenbomber J-20, die ballistische Anti-Schiffs-Rakete Dongfeng 21D und den am 25. September 2012 in Dienst gestellten Flugzeugträger Liaoning.
Während des Taiwan-Konflikts 1995/1996 schickten die USA zwei Flugzeugträger-Verbände in die Straße von Taiwan, um China von einem Angriff auf Taiwan abzuhalten; viele Beobachter nehmen an, dass China eines Tages Taiwan erobern will. Inoffiziell macht China im südchinesischen Meer nationale Kerninteressen geltend. Nach Chinas »Jahrhundert der Demütigungen«, das bis zu den Opiumkriegen Mitte des 19. Jahrhunderts und der erzwungenen Öffnung des Landes durch den europäischen Imperialismus zurückreicht und in der kollektiven Erinnerung Chinas bis heute bewusst ist, „können sie beim geringsten Anlass die Volksseele hochkochen lassen“.
Bei einem Treffen der Außenminister des Asean Regional Forum (ARF) im Juli 2010 in Hanoi bot Hillary Clinton im Territorialstreit amerikanische Vermittlung an. Beim chinesischen Außenminister führte dies zu einem Wutausbruch. Er warnte die Staaten Südostasiens vor der Zusammenarbeit mit auswärtigen Mächten bei der Lösung der Territorialkonflikte. Die Südostasiaten suchen die Nähe der Vereinigten Staaten. Länder wie Thailand, Singapur, Indonesien oder die Philippinen intensivieren heute wieder ihre traditionell engen Beziehungen zu Washington. Erstaunlicherweise lehnt sich nun auch Vietnam an Amerika an und macht gemeinsame Manöver mit dem ehemaligen Kriegsgegner. Die Kriegsschiffe der Amerikaner dürfen sogar wieder den Marinestützpunkt Cam Ranh Bay anlaufen.
Auch der Konflikt zwischen Nord- und Südkorea (siehe auch Nordkorea-Krise 2013) heizt das Wettrüsten im Pazifik an.
Das SIPRI veröffentlichte 2013 statistische Daten für den Zeitraum 2008 bis 2012. 74 % von Chinas Waffenlieferungen gingen an Länder in Asien und Ozeanien. 55 % von Chinas Waffenexporten gingen an Pakistan. China unterstützt Pakistan im Wettrüsten mit dessen Nachbarn Indien. Zwischen den beiden Ländern gibt es Spannungen (siehe Kaschmir-Konflikt), seit sie im August 1947 aus Britisch-Indien hervorgingen (Teilung Indiens). Neben wirtschaftlichen verfolgen die Chinesen auch handfeste strategische Interessen in Pakistan.